# Вера Шнајдер
Вера Шнајдер (1904—1976) била је први научник математичар у Босни и Херцеговини.
Вера Шнајдер припада породици значајних делатника у историји Босне и Херцеговине. Она је дала значајан допринос развоју математике као модерне фундаменталне дисциплине и Одсека за математику Природно-математичког факултета Универзитета у Сарајеву.

## Биографија
Вера Поповић (Шнајдер) рођена је у Рељеву код Сарајева. У Рељеву се тада налазила православна Богословија, на чијем челу је, као ректор, био њен отац. Основну школу и класичну гимназију завршила је у Сарајеву 1922 године. Затим је завршила студије на Филозофском факултету у Београду (група примењена математика, теоријска математика и експериментална физика) 1928. године.
Била је професор Женске гимназије у Сарајеву, након чега је, као стипендиста Француске владе отишла у Париз на усавршавање (1929/1930. на Институту Анри Пуанкаре у Паризу). Била је и хонорарни сарадник у Лабораторији за хидродинамику на Сорбони до краја 1932. године. Током студијског боравка у Паризу, Вера Шнајдер је објавила, у Comptes Rendus des Sciences de l'Académie des Sciences, свој први научни рад који је уједно био и први научни рад у области математике којег је објавио аутор рођен у Босни и Херцеговини. Нуђен јој је ангажман за рад за потребе Министарства ваздухопловства Француске, али није пристала.
Од краја 1932. опет је била професор Женске гимназије у Сарајеву. Њен супруг др Марсел Шнајдер, један од првих доктора филозофије у Босни и Херцеговини, иначе професор филозофије и математике, био је Јевреј и страдао је од нациста одмах на почетку Другог светског рата.
Од јуна 1945, постављена је за директора Друге женске гимназије, а у марту 1946. постала је један од првих професора Више педагошке школе у Сарајеву, 1947. године постављена је за саветника у Министарству просвете. У јуну 1948. године вратила се на Вишу педагошку школу.
Вера Шнајдер је учествовала у оснивању Филозофског факултета у Сарајеву 1950, нарочито у стварању Катедре за математику, где је суделовала у звању ванредног професора до 1960. године, када је Катедра прерасла у Одсек за математику и прешла на новосоновани Природно-математички факултет Универзитета у Сарајеву. Вера Шнајдер је предавала Диференцијалну геометрију и Рационалну механику, Линеарну алгебру и Увод у алгебру.
Била је декан Филозофског факултета у Сарајеву у два наврата 1951/1953. и 1958/1959. Избором за декана 1951. Вера Шнајдер ушла је у историју као прва жена декан једног од првих босанско-херцеговачких факултета и прва жена декан једног од југословенског факултета.
Била је члан бројних институција и комисија: члан Унивезитетског савета, члан Савета за просвету БиХ, председник Комисије Савета Народне Библиотеке, члан Комисије за давање звања научних сарадника, тј. звања просветних саветника, председник Комисије за полагање професорских испита. Била је и дугогодишњи председник Друштва Југославија – Француска и др.
Нарочиту активност испољила је као председник Друштва математичара, физичара и астронома БиХ, а била је и главни организатор Четвртог Конгреса математичара, физичара и астронома Југославије, одржаног у Сарајеву 1965. године. У њену част покренута је и „Награда Вера Шнајдер“ од стране Босниа & Херзеговина Футурес Фоундатион. „Награда Вера Шнајдер“ дођељује се сваке године у облику путне помоћи изванредном студенту природних/техничких наука у Босни и Херцеговини (додипломски, магистарски или докторски студиј).
Њена кћерка Милица Шнајдер, до 1992. професор (једно време и декан) Музичке академије у Сарајеву, живи у Љубљани. Њени унуци су Андреј и Драган Хутерер. Старији унук, Драган Хутерер, доктор физике, научник је у области космологије, а живи и ради у Америци.